# Pueblo Nuevo (Barcelona)
Pueblo Nuevo (en catalán y oficialmente Poblenou o El Poblenou) es un barrio de la ciudad española de Barcelona, ubicado en el distrito de San Martín. Desde 2006, está limitado entre las calles Jaume Vicens Vives, la avenida Icaria, Ávila, Pere IV, avenida Diagonal, Bac de Roda y el paseo del Taulat hasta el espigón de la Mar Bella. Su eje central y cívico más popular es la rambla del Poblenou, antes conocida como «Paseo del Triunfo», que atraviesa el centro de su centro histórico de mar a montaña.

## Historia
Su origen está en uno de los núcleos habitados del antiguo municipio de San Martín de Provensals, el cual creció pronto en industria, habitantes y comercios agrícolas que antes estaban situados en San Adrián de Besós. Llegó a ser, a finales del siglo XIX, el área con la mayor concentración industrial de Cataluña y una de las mayores de España, por lo que fue conocido como «El Mánchester catalán» y premiado con la escultura de San Salvador.
Tradicionalmente la extensión era mayor y formaban parte de este territorio las zonas de los barrios adyacentes que, tras una revisión de los movimientos vecinales sobre el proyecto de división administrativa en barrios de Barcelona en 2006, incluyeron el topónimo «Poblenou» en esos barrios: El Parc i la Llacuna del Poblenou, La Villa Olímpica del Poblenou, Diagonal Mar i el Front Marítim del Poblenou y Provençals del Poblenou.

## Educación, cultura y ocio

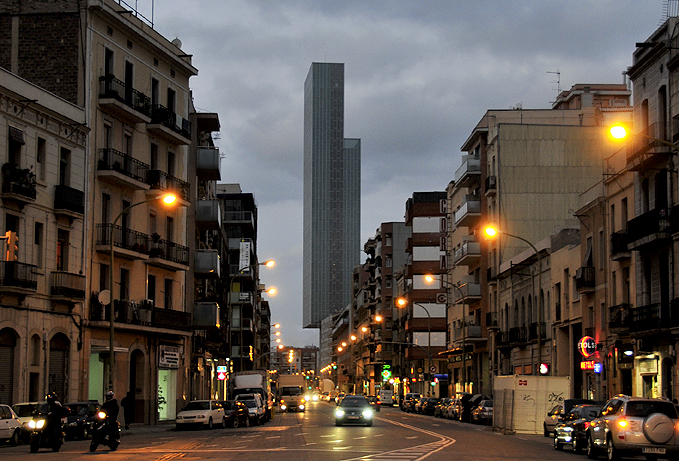
Vista de la calle de Pedro IV con el hotel MÈ de fondo.

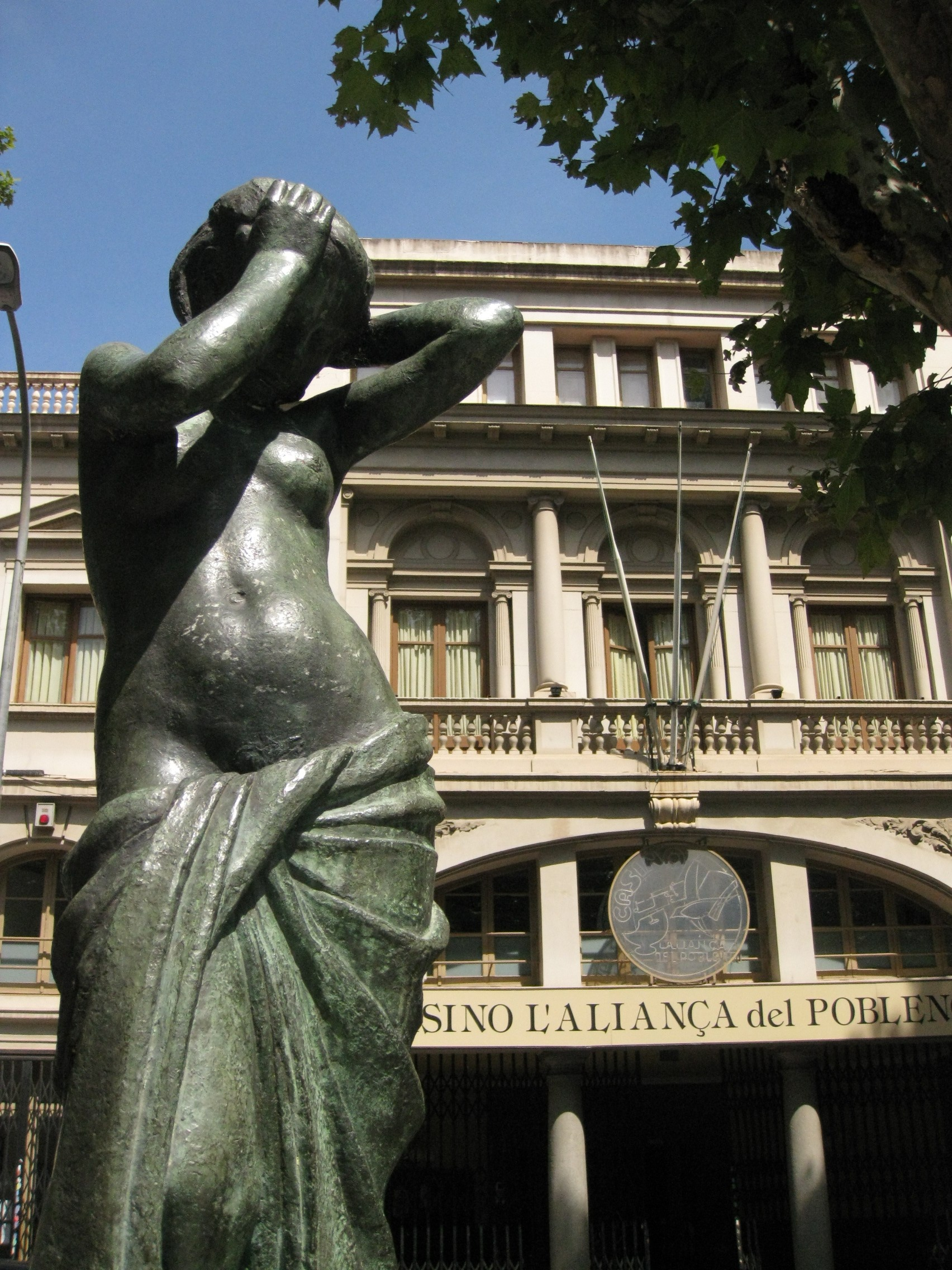
L'adolescent, de Martí Llauradó i Mariscot, rambla del Poblenou.

A fecha de 2008, el barrio disponía de cinco centros de educación infantil, cinco de educación primaria, cuatro de secundaria, una escuela de idiomas, dos de informática y una escuela universitaria (Bau - Escola Superior de Diseño)
Alberga también cuatro centros culturales (de entidades asociativas), siendo el de mayor relevancia el Teatro Casino Alianza del Pueblo Nuevo. 
Forma parte del barrio la playa del Bogatell, la playa de la Mar Bella y el parque del Poblenou, en el frente marítimo. En 2008 se ha inaugurado el parque del Centro del Poblenou, diseñado por el arquitecto francés Jean Nouvel, situado en el histórico conjunto fabril de Can Ricart.
Se puede practicar el skateboard y patinete en el skatepark de Mar Bella situado en frente de la playa. Cuenta con pistas, bols, rampas y una línea de olas de cemento.

## Otras instalaciones y servicios
Se encuentra en el barrio un mercado municipal que lleva el mismo nombre, Mercado del Poblenou, y se hallan allí ocho centros de culto: seis iglesias católicas (Santa María, la histórica parroquia de San Francisco de Asís, Patriarca Abraham, Sagrado Corazón, San Pancracio y San Bernardo Calbó), tres evangélicas y un salón de reino. Dos centros de atención primaria dan servicio a la zona. El Cementerio de Poblenou es un cementerio del siglo XVIII de considerable valor artístico, próximo al litoral, y que fue construido por el Ayuntamiento de Barcelona en territorio de San Martín de Provensals cuando era un municipio independiente de Barcelona, e inicialmente estaba alejado de zonas habitadas.

## Arquitectura

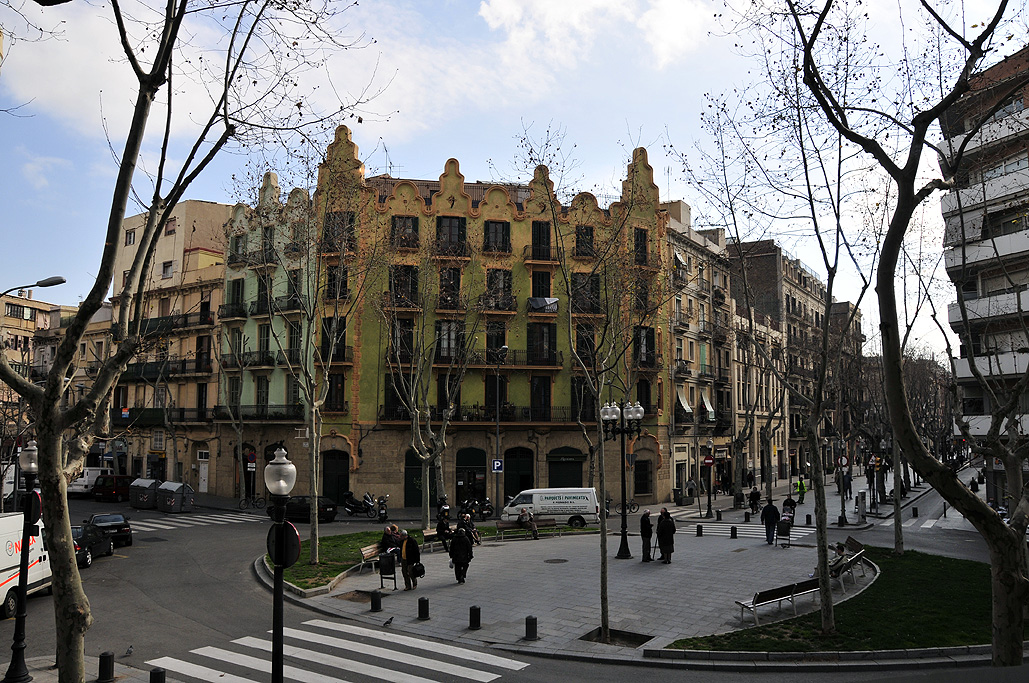
Edificio modernista en un chaflán de la rambla del Poblenou.

El pasado industrial del barrio legó numerosas fábricas que fueron abandonadas y posteriormente recuperadas para diferentes usos, como lofts, estudios y como sede de diferentes entidades. La antigua Can Saladrigas es hoy la biblioteca pública del barrio, y Ca l'Aranyó un campus audiovisual. Comparte con ello viviendas construidas durante el siglo XIX y XX, centradas en el núcleo tradicional del barrio (alrededor de la rambla del mismo nombre). Los últimos años se está remodelando intensamente, con la construcción de edificios modernos y la rehabilitación de algunos de ellos. Gran parte de estos cambios están promovido por el proyecto Distrito 22@.
Otros edificios, aunque gozan de protección oficial, no han tenido la misma suerte, y están abandonados, en parte, como la fábrica de material quirúrgico “Valls, Teixidor i Jordana" que ostenta protección de parte de sus edificios y actualmente la asociación cultural La Clandestina de Poblenou se encarga de conservar y mantener una parte, o en abandono total y estado ruinoso como la fábrica de "Colores Hispania" empresa constituida por Emilio Heydrich en 1923.

## Transportes
El barrio se conecta con un aeropuerto internacional y el resto de la ciudad mediante la estación de Poblenou de la red de metro de Barcelona. En un futuro está previsto de hacer un puerto. El sector limitado por la Diagonal permite el acceso a la red de tranvía del Trambesòs mediante las estaciones de Pedro IV y Fluviá. Además, hay 7 estaciones del sistema de transporte Bicing.